# George Zambellas
George Michael Zambellas, KCB, DSC, DL (Swansea, Reino Unido, 4 de abril de 1958), es un almirante retirado de la Marina Real británica. Fue primer lord del Mar y jefe del Estado Mayor Naval de Reino Unido entre 2013 y 2016.

## Biografía
Nacido en 1958 en Swansea (Gales), de padres griegos, estudió en Zimbabue y en la Universidad de Southampton, graduándose en ingeniería aeronáutica y astronáutica.
Zambellas comenzó su carrera en la Marina Real en 1980, y empezó a servir como piloto de helicóptero en 1982, en los escuadrones aéreos navales 814, 829 y 815. Participó en la Operación Palliser (2000), en Sierra Leona, como capitán del HMS Chatham. Acción por la que fue distinguido con la Cruz de los Servicios Distinguidos en 2001. Así mismo, participó en la Invasión de Irak de 2003 como comodoro en el estado principal (2002).
Desde 2006 fue promovido sucesivamente a contraalmirante, vicealmirante y almirante y designado comandante de la Fuerza Marítima, comandante en jefe de la Flota y primer Lord del Mar.